# چهارگان
چهارگان‌ها یا کواترنیون‌ها (به انگلیسی: Quaternion) یک سیستم عددنویسی هستند که به بسط اعداد مختلط می‌انجامند. چهارگان‌ها اولین بار توسط ویلیام روآن همیلتون در اکتبر سال ۱۸۴۳ ابداع و ارائه گردید و از آن پس این مفهوم در مکانیک و در فضای سه‌بعدی مورد استفاده قرار گرفته‌است.
از خواص چهارگان‌ها اینکه ضرب آن‌ها خاصیت جابجایی ندارند.
چهارگان‌ها معمولاً به صورت زیر مطرح می‌شوند: (که c ،b ،a و d اعداد حقیقی و j ،i و k نیز واحدهای اصلی چهارگان را تشکیل می‌دهند و H ابتدای نام همیلتون است)
{\displaystyle H=a.1+b.i+c.j+d.k}

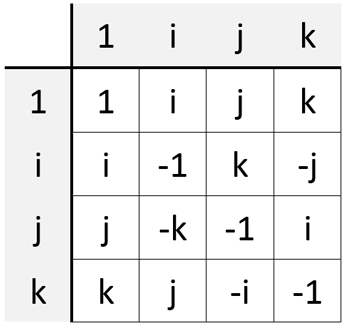
جدول ضرب چهارگان (خاصیت جابجایی ندارد)

همیلتون در ۱۶ اکتبر ۱۸۴۳ زمانی که در طول کانال سلطنتی به سمت آکادمی ایرلند در حرکت بود، ایده چهارگان‌ها به ذهنش رسید. او به قدری از یافتهٰ خود خوشحال شد که فرمول ابتدایی آن را همان‌جا روی دیوار پل بروم (Broome Bridge) حک کرد به‌طوری‌که بعدها به این پل یک جنبه تاریخی خاص و در عین حال ارزشمند بخشید:
{\displaystyle i^{2}=j^{2}=k^{2}=ijk=-1\,}

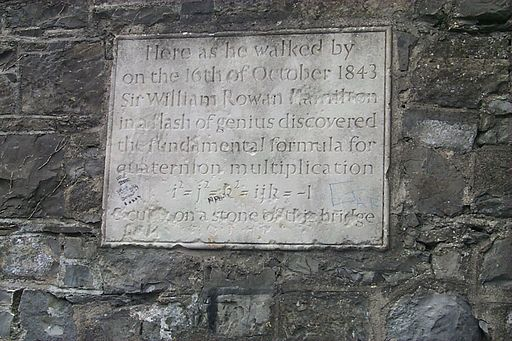
پلاک یادبود ویلیام همیلتون بر روی دیوار پل بروم در دوبلین

از فرمول ابتدایی همیلتون، عبارتهای زیر به دست می‌آیند که معادل با ضرب برداری در فضای ۳ بعدی هستند. (قوانین همیلتون)
{\displaystyle {\begin{matrix}ij&=&k,&&&&ji&=&-k,\\jk&=&i,&&&&kj&=&-i,\\ki&=&j,&&&&ik&=&-j.\end{matrix}}}

## برخی از کاربردها

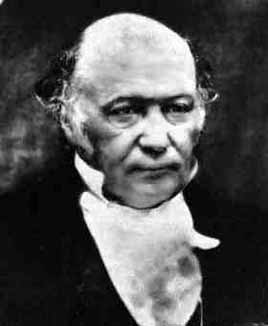
ویلیام روآن همیلتون

- بسیاری از فراکتالها در فضای چهارگان (کواترنیون)ها، توضیح داده می‌شوند.
- کواترنیون‌ها عملاً در اثبات تئوری مجموع چهار مجذور لاگرانژ نیز بکار برده شده‌است. این تئوری بیان می‌کند هر عدد صحیح غیر منفی را می‌توان به صورت مجموع حداکثر چهار مجذور کامل نوشت:
{\displaystyle 3=1^{2}+1^{2}+1^{2}+0^{2}}
{\displaystyle 31=5^{2}+2^{2}+1^{2}+1^{2}}
و در انتها جمله‌ای از سر ویلیام همیلتون:
گفته می‌شود زمان تنها یک بُعد دارد و فضا هم سه بُعد، کواترنیون ریاضیات هر دو عنصر را داراست: به زبان دقیق‌تر، گفته می‌شود «زمان به اضافه مکان» یا «مکان به اضافه زمان» و به این ترتیب به چهار بُعد ارجاع داده می‌شود.